# Secretaría de Municipios
La Secretaría de Municipios del Ministerio del Interior es la oficina del Poder Ejecutivo Nacional de Argentina encargada de entender en las cuestiones locales y en la asistencia técnica a los municipios para la modernización de los sistemas administrativos y el fortalecimiento de la gestión.

## Objetivos según Decreto 258/2003 del PEN de fecha 24/6/2003

### Objetivos de la Secretaría de Asuntos Municipales
1. Entender en los asuntos municipales y en la asistencia técnica a los municipios para la modernización de los sistemas administrativos locales y el fortalecimiento de su capacidad de gestión.
2. Asistir a las provincias en la descentralización de funciones hacia los municipios.
3. Proponer los medios tendientes al estudio, formulación y ejecución de políticas de descentralización.
4. Evaluar la información sobre la realidad socioeconómico e institucional de los municipios, proponiendo asimismo la ejecución de planes, programas y proyectos referidos al desarrollo de los gobiernos locales.
5. Asistir en la programación de la reforma política en el nivel local.
6. Evaluar los planes y proyectos en ejecución relativos a asistencia técnica, modernización y mejoramiento de la capacidad de gestión de los municipios.
7. Proponer políticas y estrategias para el establecimiento de micro-regiones, promoviendo el espíritu cooperativo entre los diferentes actores sociales de comunidades vecinas.

### Objetivos de la Subsecretaría de Gestión global
1. Promover y difundir los proyectos y programas orientados a la mejora de la calidad de los servicios comunitarios y al desarrollo económico-social de las regiones.
2. Coordinar la implementación de los proyectos referidos al mejoramiento de la capacidad de gestión de los gobiernos locales, la modernización de sus sistemas administrativos y de gestión y el fortalecimiento de la capacidad de gerenciamiento de las políticas públicas de los gobiernos municipales.
3. Diseñar, evaluar y proponer cursos de acción a seguir en materia de promoción y desarrollo de micro-regiones.
4. Asistir en la formulación de acuerdos asociativos preferentes, proponiendo planes y proyectos, como así también diseñar los instrumentos adecuados para su implementación.
5. Proponer y desarrollar mecanismos de coordinación institucional, nacional y sectorial en materia de su competencia.
6. Diseñar, proponer y ejecutar las acciones necesarias para instrumentar el proceso de profundización de la integración municipal con las regiones, en forma coordinada con los organismos provinciales y regionales de enlace.